# 艾妮可·米哈莉克
艾妮可·米哈莉克（Enikő Mihalik，匈牙利語發音：[ˈɛnikøː ˈmihɒlik]；1987年5月11日—），生于匈牙利贝凯什乔包，匈牙利超级名模。

## 简介
1987年5月11日，艾妮可·米哈莉克出生于匈牙利贝凯什乔包，儿时，她的同学经常挑逗她很瘦，并且一些同学宣扬说她的瘦是由疾病引起的。
15歲的时候，一个星探在一个购物中心发掘了艾妮可·米哈莉克。
2002年，艾妮可·米哈莉克在匈牙利精英模特选拔中获胜。
2009年，艾妮可·米哈莉克在美国纽约“维多利亚的秘密”时装表演，知名世界。

## 职业生涯
- 2009年4月，《VOGUE》杂志法国版，全裸出镜，摄影师为：Mario Sorrenti。[4]
- 2009年，日本版《VOGUE》六月号，主题为“自然（The Natural）”，摄影师为：Emma Summerton。[5]
- 2010年9月，《时尚芭莎》杂志美国版，秋冬时尚大片。[6]
- 2010年10月，《Muse》杂志，展示品牌Miu Miu、Givenchy、Jil Sander，摄影师为：Will Davidson。[7]
- 2010年秋，《The Gentlewoman》杂志，秋冬刊大片，展示Chloe、Calvin Klein 、范思哲等名牌服饰。[8]
- 2011年夏，《The Room》杂志，全裸出镜，摄影师：Marton Perlaki。[9]
- 2011年8月，David Webb珠宝广告，摄影师为：泰利·理查森。[10]
- 2011年秋，法国内衣品牌仙黛尔秋冬广告大片，摄影师为：卡米拉· 艾克伦斯（Camilla Akrans）。[11]